# Гербарт, Иоганн Фридрих
Иога́нн Фри́дрих Ге́рбарт (нем. Johann Friedrich Herbart; 4 мая 1776, Ольденбург, Священная Римская империя, — 14 августа 1841, Гёттинген, королевство Ганновер) — немецкий философ, психолог, педагог. Один из основателей научной педагогики.

## Биография
Гербарт родился в Ольденбурге в семье юстиц-советника Томаса Герхарда (1739—1809) и Люции Маргареты, урождённой Шютте (1755—1802). Он получил образование сначала в Латинской школе (с 1792 г. Старая гимназия Ольденбурга), а затем с 1794 г. в Йенском университете. Он рано ознакомился с учениями представителей немецкой классической философии Канта, Фихте, но большое влияние оказало на него учение античного философа Парменида о том, что всё в мире едино и неизменно. Окончив университет, Гербарт в 1797 г. стал воспитателем детей в семье швейцарского аристократа Карла Фридриха Штайгера, у детей последнего — Людвига, Карла и Рудольфа. В 1800 году он посетил Бургдорфский институт Песталоцци. Однако демократическая направленность взглядов великого педагога не была им усвоена. С 1802 года Гербарт работал в Гёттингенском и Кёнигсбергском университетах в должности профессора. В них он развернул широкую педагогическую деятельность: читал лекции по психологии и педагогике, руководил семинарией для подготовки учителей. Умер в 1841 году в Гёттингене.

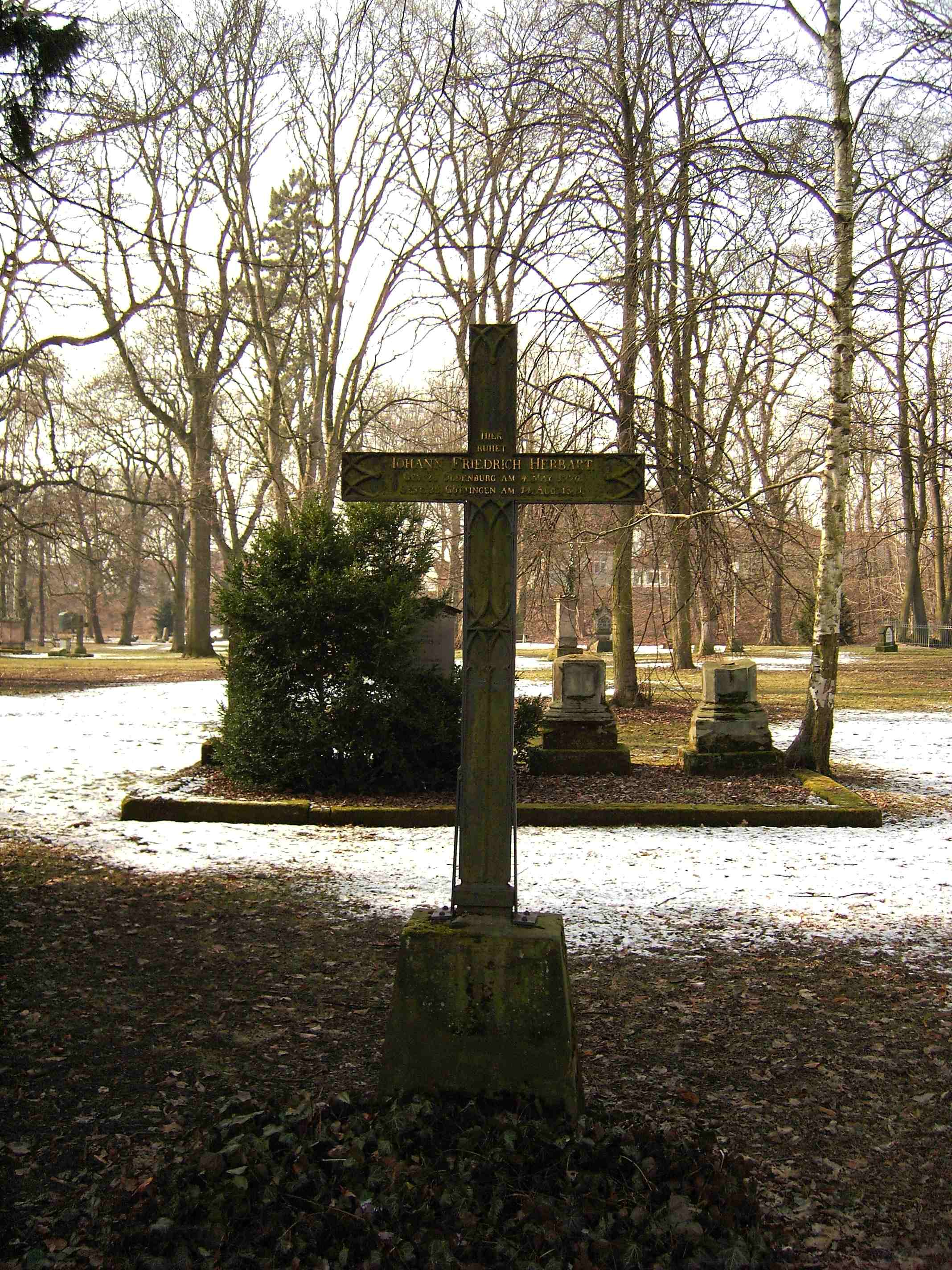
Могила

## Психологические идеи
Основоположник эмпирической психологии в Германии. Выступал против теории способностей Вольфа. Гербарт был сторонником ассоциативной психологии и стремился построить психологию, основанную прежде всего на опыте: её предметом должны быть факты, явления сознания. Для превращения психологии в подлинную науку Гербарт считал необходимым применение математики, пытался использовать её для объяснения статики и динамики представлений, которые по Гербарту являются элементами сознания. По Гербарту сознание имеет три области: ясность сознания, сознания и бессознательного, между которыми существуют нежёсткие границы, названные Гербартом порогами. Термин «вытеснение», применённый Гербартом для обозначения перехода представления в область бессознательного, широко использовался затем в психоанализе. Гербарт выделил также условия перехода представлений из бессознательного в сознание: сила самого представления и количество связей данного представления с прошлым опытом (процесс «поддержки» представления со стороны прошлого опыта Гербарт называл апперцепцией).

## Философские и психологические основы педагогики
Из философии выводил цели воспитания. С помощью психологии обосновывал пути достижения этих целей. Разработал эстетическую теорию. Сводил процесс психической деятельности к механическим комбинациям представлений. Ввёл в науку понятие апперцепция.

## Идеи в области воспитания
Педагогику понимал как науку об искусстве воспитания, умеющего укреплять и отстаивать существующий строй. Цель воспитания — формирование добродетельного человека, умеющего приспособиться к существующим отношениям, уважающего установленный правопорядок. Цель воспитания достигается развитием многосторонности интересов и создания на этой базе цельного нравственного характера, руководимого 5 нравственными идеями: внутренней свободы, совершенства, благорасположения, права, справедливости. Задачи нравственного воспитания: 1. Удерживать воспитанника; 2. Определять воспитанника; 3. Устанавливать чёткие правила поведения; 4. Не давать основания для того, чтобы воспитанник усомнился в истине; 5. Волновать душу ребёнка одобрением и порицанием. У Гербарта отсутствует трудовое воспитание — стремился воспитать мыслителя, а не деятеля. Уделял большое внимание религиозному воспитанию. Религиозный интерес у детей надо возбуждать как можно раньше и постоянно развивать. Религия требует чувства смирения и необходима как сдерживающее начало.
Ввёл в педагогику понятие «воспитывающее обучение». Воспитывающее обучение не должно отделять сообщение знаний от пробуждения умственной самодеятельности учащегося. Именно этим последним свойством, а не вопросом о чистом знании или об его пользе определяется та точка зрения, которой должно держаться воспитывающее обучение. Можно утверждать, что именно Гербарт ввёл в педагогику понятие «воспитывающее обучение», чем как бы подвёл итог длительным поискам педагогической мысли в этом направлении. Излагая свои мысли о воспитывающем обучении, Гербарт пытался развести логику обучения с логикой воспитания, исходя из того, что преподавание должно вестись в двух направлениях: «ввысь», открывая воспитаннику «самое прекрасное и достойное», и в противоположном направлении, анализируя действительность с её «недостатками и нуждами», чтобы подготовить воспитанника к встрече с ними. Можно утверждать, таким образом, что понимание Гербартом воспитывающего обучения исходило из того, что специфические по своим функциям воспитание и обучение взаимосвязаны и диалектически взаимодействуют между собой.
При всех недостатках односторонне психологического обоснования идеи воспитывающего обучения его несомненное достоинство заключалось в том, что Гербарт стремился рассматривать душевную жизнь как единое целое. Он исходил из того, что метод обучения должен основываться на психологических началах, так как всё развитие личности совершается изнутри. Именно в этом направлении шли все его дидактические поиски. Есть достаточные основания утверждать, что связанная с именем Гербарта опытная психология и его идеи воспитывающего обучения явились важной вехой на пути теоретической разработки основ школьного воспитания и образования в конце XIX — начале XX в.

## Идеи в области обучения
Задачи обучения. Развития у детей многостороннего интереса, с которым связывается преподавание всех учебных предметов, их отбор и методика обучения. Высоко ценил изучение литературы, истории, древних языков, математики. Задачи управления детьми: дисциплинирование детей, упорядочение их поступков и желаний, подавление дикой резвости ребёнка. Типы школ: элементарная, городская, гимназия. По Гербарту основа обучения - интерес. Виды интересов: эмпирический, умозрительный, эстетический, социальный, религиозный. Методы управления детьми: Основные — угроза, надзор, приказание, запреты, наказания,телесные наказания; вспомогательные — авторитет, любовь. Виды обучения: 1. Описательное — выявить опыт ребёнка и дополнить его; 2. Аналитическое — исправить и усовершенствовать мысли ученика; 3. Синтетическое — построение стройной системы мысли.
Ступени обучения: 1. Ясность — углубление в состоянии покоя. У ученика мобилизовано внимание. Происходит введение нового материала; 2. Ассоциация — углубление в состояние движения. Дети ожидают. Происходит установление связи между старым и новым; 3. Система — поиск выводов, определений, законов на основе новых знаний, связанных со старыми представлениями. Дети ищут — обобщают, делают выводы, определяют; 4. Метод — осознание в состоянии движения, применение полученных знаний к новым фактам, явлениям, событиям. Дети применяют знания и умения. Гербарт отмечал, что педагогическая работа проводится успешнее, если ей предшествует овладение педагогической теорией. Искусство воспитания приобретается в повседневной педагогической деятельности.

## Эстетическая теория
Гербарт явился основоположником формальной эстетики, обычно противополагаемой содержательной эстетике Гегеля. Прекрасное, по И. Ф. Гербарту, заключается в формальных взаимоотношениях симметрии, пропорций, ритма, гармонии, которые и являются источником эстетического удовольствия.
На основе психологических идей о взаимодействии представлений И. Ф. Гербарт разработал эстетическую теорию. Сложные эстетические переживания, вызываемые художественным произведением или явлениями природы, основаны на взаимодействии соотношений формальных элементов, на гармонических соотношениях тонов, ритмов, пропорций, красок. Эти соотношения могут быть выражены математически, что позволяет точно связать чувство прекрасного с определёнными формальными отношениями между элементами художественного произведения. В наибольшей степени такому описанию из всех видов искусств поддаётся музыка.
М. М. Бахтин пишет: «И. Ф. Гербарта выдвинул программный тезис: прекрасное — не идея, не содержание, но свойство самой формы; форма, же определяется внутренней связью, структурной организацией частей. Идеализм, учил Гербарт, недооценивает самостоятельность формы перед лицом содержания, а это значит — недооценивает зримости, поверхности явлений по сравнению с их внутренним, духовным содержанием. Значит, не те или иные идеально-содержательные моменты создают прекрасное как некоторое целое, но формообразующие соотношения этих моментов между собою. В историко-философском плане Гербарт и его школа намечали направление мышления, ведущее за пределы спекулятивно-метафизической эстетики. По И. Ф. Гербарту, эстетическая форма определяется присущими какому-либо предмету отношениями; сущность прекрасного — в отношениях».
И. Ф. Гербарт пишет об эстетике: «Ещё существует класс понятий, которые совпадают с ранее упомянутыми в том, что по отношению к ним мышление не может ограничиться простым логическим приведением к отчётливости (Verdeutlichung); отличаются же они тем, что не требуют подобно вышеупомянутым [понятиям] изменений, а приносят с собой такое дополнение в нашем представлении (Vorstellen), которое заключается в суждениях одобрения или неодобрения. Наука о таких понятиях — эстетика. С познанием данного она по своему происхождению связана лишь постольку, поскольку побуждает нас представить себе понятия, которые совершенно независимо от их реальности вызывают одобрение или недовольство. Но применительно к данному эстетика переходит в ряд учений об искусстве (Kunstlehren), которые все без исключения можно назвать практическими науками, потому что они указывают, как должен обрабатывать определённый предмет тот, кто занимается ими, чтобы порождалось не недовольство, а, напротив, чувство удовлетворения. Однако среди учений об искусстве есть одно, чьи предписания требуют обязательного соблюдения, ибо мы, сами того не сознавая, постоянно представляем собой предмет этого учения. То есть этот предмет — мы сами, а названное учение — это учение о добродетели, которое в отношении наших проявлений переходит в дела и возможности, в учение об обязанностях».
Эстетические идеи И. Ф. Гербарта были развиты Р. Циммерманом, Э. Гансликом, А. Риглем, Г. Т. Фехнером и К. Ф. Стоем. Циммерман все эстетические построения, начиная с Платона и кончая Гербартом, оценивал с точки зрения положения, что первоосновой прекрасного в искусстве является форма, а не содержание. В этом, как и в понимании формы, он следует Гербарту. Алоис Ригль преобразовал эстетику Гербарта в собственную философию стиля, под которым он понимает «отношения, в которых части находятся друг к другу и к целому». Идеи Гербарта развиты в психологической эстетике Г. Т. Фехнера.

## Критика
«Задача гербартовской педагогики заключается не в том, чтобы развивать личность, а тем более не в том, чтобы предоставить свободу развития, возможность саморазвития, а в том, чтобы привить ей определённые взгляды, определённое мировоззрение, определённый «этический вкус»…», – писал в 1916 г. С.А. Левитин в очерке «Гербарт и Монтессори». 
И далее: «Вся система воспитания у Гербарта построена так, как будто объект воспитания – это глина, из которой воспитатель может лепить, что ему угодно, что этот объект tabula rasa или аморфная масса, которая получает форму лишь благодаря воздействию на неё извне, но отнюдь не благодаря своим внутренним силам, как живое развивающееся существо».
Таким образом, «Эта педагогическая система не признаёт самостоятельности ни воли, ни внимания, ни мысли, ни интереса воспитанника», делает вывод в своей докторской диссертации, опубликованной в виде монографии (2005) историк из Курского ГУ С.И. Беленцов, рассматривая далее увлечение этой системой в российской школе как один из педагогических факторов общественной нестабильности и юношеского радикализма в России во второй половине XIX – начале XX веков .

## Сочинения
- Нечто об общих причинах, кои в государствах ведут или к росту, или к падению нравственности (Ольденбург, 1797).
- Педагогическая корреспонденция (рукопись, 1797–1807).

Труды бременского периода
- Идеи об учебном плане для высших училищ (рукопись, 1801).
- О новом сочинении Песталоцци: Как Гертруда учит детей своих (Ольденбург, 1802).

Труды первого гёттингенского периода
- Идея Песталоцци алфавита восприятия в отношении научных предметов (Гёттинген, 1802).
- De Platonici systematis fundamento commentatio (Гёттинген, 1805).
- Общая педагогика, выведенная из целей воспитания (Гёттинген, 1806).
- Об обучении философии (Гёттинген, 1807).
- Общая практическая философия (Гёттинген, 1808).
- Sonate pour la pianoforte (Лейпциг, 1808).

Труды кёнигсбергского периода
- Статьи в коллективном труде: Кёнигсбергский архив философии, богословия, филологии и истории (Кёнигсберг, 1811–1812).
- Учебник введения в философию (Кёнигсберг, 1813; 3-e изд. 1834).
- Учебник психологии (Кёнигсберг, Лейпциг, 1816).
- Разговоры о зле (Кёнигсберг, 1817).
- О добром деле. Против господина профессора Стеффенса (Лейпциг, 1819).
- De attentions mensura casaque primariis (О мере и общих условиях внимания) (Лангензальца, 1913).
- О возможности и необходимости применения математики к психологии (Кёнигсберг, 1822).
- Психология как наука, вновь основанная на опыте, метафизике и математике (Кёнигсберг, 1824–1825).
- Общая метафизика, а также начала философского учения о природе (Кёнигсберг, 1828–1829).
- Краткая энциклопедия философии с практической точки зрения (Галле, 1831).

Труды второго гёттингенского периода
- Очерк лекций по педагогике (Гёттинген, 1835).
- Воспоминание о гёттингенской катастрофе 1837 года. Посмертное издание (рукопись, 1838; издана в 1842).
- К учению о свободе человеческой воли. Письма к господину профессору Грипенкерлу (Гёттинген, 1836).
- Аналитическое освещение естественного права и морали для использования на лекциях по практической философии (Гёттинген, 1839–1840).

### Переводы на русский язык
- Психология. СПб., 1875.
- Психология. Пер. с прим. и алф. указ. Александра Нечаева. С предисл. проф. Спб. ун-та А.И. Введенского. – Санкт-Петербург: ред. журн. "Пантеон лит.", 1895. – [2], IV, 3-278 с.
- Главнейшие педагогические сочинения Иог. Гербарта в систематическом извлечении: с очерком жизни и деятельности Гербарта. Пер. с нем. А. В. Адольфа. – Москва: К. Тихомиров, 1906. – XV, с., [1] л. портр.; – (Педагогическая библиотека, издаваемая К. Тихомировым и А. Адольфом. Вып. 14).
- Избранные педагогические сочинения. М., 1940.
- Психология / Предисловие В. Куренного. – М.: Издательский дом "Территория будущего", 2007. – (Серия "Университетская библиотека Александра Погорельского"). – 288 с. – ISBN 5-91129-043-X